# 2021年澤西島爭端
2021年泽西岛争端是指英国、澤西和法国之間的争端，此次爭端的源頭為泽西岛政府对法国渔船在其领海内捕鱼的许可。2021年4月30日，泽西岛政府宣佈自5月1日起仅有41艘安装船舶监视系统的法国渔船允許在澤西島海域捕魚，此外還限定了法國漁船的捕捞天数。此举引起法国渔民强烈不滿。2021年5月5日，由于法国渔民威胁要封锁泽西的主要港口，以及法国威胁要切断泽西的电力供應，英國派出两艘巡逻艇來到泽西。5月6日，法国作出回应，同樣派出自己的两艘巡逻艇前往泽西。同時数十艘法国渔船集結於圣赫利尔，抗议英国政府限制法國漁船捕魚。後來泽西岛政府同意將法国渔民许可证制度推遲至9月30日之后。